# 三穂田町山口
三穂田町山口（みほたまち やまぐち）は、福島県郡山市の大字である。郵便番号は963-0126。

## 地理
郡山市南西部の行政区である三穂田町に属する。東で三穂田町大谷、南東で三穂田町八幡、南西で三穂田町富岡、北で逢瀬町多田野とそれぞれ隣接する。概ね市町村制施行以前の安積郡山口村の流れを汲む地域である。一級水系阿武隈川水系笹原川左岸支流多田野川中流域を主な範囲とする。西に山林が、北東側に丘陵地が広がり、その他を併置が占め、主に水田が広がる。中心部の芦ノ口や東部の舘周辺に大きな集落が位置する。南北に福島県道29号長沼喜久田線が、それより東に福島県道295号芦ノ口大槻線が東西に貫く。三穂田町富岡に所在する郡山警察署三穂田駐在所、および大槻町に所在する郡山消防署大槻基幹分署がそれぞれ管轄にあたる。

### 主な字
字
- 深田
- 堀込
- 坂下
- 河原田
- 前芦ノ口
- 芦ノ口
- 堂前
- 年柄
- 塩ノ入
- 台

- 大森
- 上塩ノ原
- 下塩原
- 山田
- 糯田
- 篠搏
- 早稲田
- 膳部
- 宝地内
- 前川原

- 前田
- 中田
- 舘
- 清水
- 作田
- 入小屋場
- 横山
- 芦ヶ沢
- 南林
- 高淵

- 塩原前山
- 林境
- 愛宕原
- 大森山
- 池上
- 十文字
- 空谷地
- 土俵場
- 阿弥陀
- 膳部西

- 川底原
- 団子森
- 平林
- 荒池
- 高萱
- 常光
- 東山

### 河川・湖沼
一級水系阿武隈川水系
- 多田野川（笹原川支流）
  - 阿部田川
  - 深田ダム

## 歴史
- 1879年1月27日 -福島県内における郡区町村制の施行により、旧二本松藩領山口村が安積郡の村となる。
- 1889年4月1日 - 町村制の施行により山口村が周辺4村と合併し安積郡穂積村が発足する。旧山口村域は穂積村の大字となる。
- 1955年3月10日 - 三和村、安積町大字川田との合併により三穂田村が発足し、三穂田村の大字となる。
- 1965年5月1日 - 三穂田村が郡山市、安積郡全町村および田村郡田村町と合併し新たな郡山市が設立され、郡山市の大字となる。

## 世帯数と人口
2024年1月1日現在の世帯数と人口は以下の通りである。
| 大字         | 世帯数  | 人口  |
| ------------ | ------- | ----- |
| 三穂田町山口 | 219世帯 | 517人 |

## 小・中学校の学区
市立小・中学校に通う場合、学区は以下の通りとなる。
| 番地 | 小学校             | 中学校               |
| ---- | ------------------ | -------------------- |
| 全域 | 郡山市立穂積小学校 | 郡山市立三穂田中学校 |

## 交通

### 道路
- 福島県道29号長沼喜久田線
- 福島県道295号芦ノ口大槻線
- 一級市道72号三穂田熱海線

## 施設等
- 郡山ゴルフ倶楽部
- ニューカントリーゴルフクラブ
- 郡山やすらぎ温泉
- 三穂田山口ちびっ子広場
- 温泉神社
- 豊年神社
- 片岸遺跡